# 仙台統括センター
仙台統括センター（せんだいとうかつセンター）は、東日本旅客鉄道（JR東日本）東北本部の駅・運転士・車掌を所管する組織である。
2023年3月18日に仙台、岩沼、白石蔵王、多賀城の各駅、仙台運輸区、宮城野運輸区を統合して発足。

## 所管

### 駅
- 仙台駅 - 所長所在駅
- 岩沼駅
- 白石蔵王駅
- 多賀城駅

※ 上記は直営駅（有人駅）のみ記載
- 東北本線 - 越河駅 - 品井沼駅
  - 利府支線 - 新利府駅・利府駅
- 仙石線 - あおば通駅 - 陸前富山駅
- 仙山線 - 東照宮駅 - 奥新川駅
- 常磐線 - 坂元駅 - 逢隈駅

### 乗務員

#### 仙台乗務業務ユニット
- 仙台駅構内に設置（旧仙台運輸区）
- 担当線区（運転士）
  - 東北本線 : 福島駅 - 一ノ関駅間、岩切駅 - 利府駅間
  - 仙山線 : 全線
  - 奥羽本線（山形線） : 羽前千歳駅 - 山形駅間
  - 常磐線 : 原ノ町駅 - 岩沼駅間
  - 仙台空港鉄道仙台空港線 : 名取駅 - 仙台空港駅間
- 担当線区（車掌）
  - 東北本線 : 福島駅 - 一ノ関駅間、岩切駅 - 利府駅間
  - 仙山線 : 全線
  - 奥羽本線（山形線） : 羽前千歳駅 - 山形駅間
  - 常磐線 : 原ノ町駅 - 岩沼駅間

#### 宮城野乗務業務ユニット
- 福田町駅近傍に設置（旧宮城野運輸区）
- 担当線区（運転士・車掌）
  - 仙石線：あおば通駅〜石巻駅間
  - 仙石東北ライン：全線

## 歴史
- 2023年3月18日 - 仙台統括センター（仙台、岩沼、白石蔵王、多賀城の各駅、仙台運輸区、宮城野運輸区の統合）が発足。

| スタブアイコン | サブスタブ | この項目は、まだ閲覧者の調べものの参照としては役立たない、鉄道に関連した書きかけの項目です。この項目を加筆・訂正などしてくださる協力者を求めています（P:鉄道/PJ:鉄道）。 |